# Bibiana Ballbè
Bibiana Ballbè Serra (Matadepera, Barcelona, 28 de septiembre de 1977) es una periodista española, conferenciante, directora creativa, fundadora y CEO de TheCreativeAgency y TheCreativeNet -especializada en cultura y creatividad e impulsora y dinamizadora del sector.

## Biografía
Se graduó en un máster en administración de empresas (MBA) en Ciencias de la Comunicación por la Universidad Europea de Barcelona. Una vez acabada la carrera, se marchó a Alemania para acabar presentando un programa de viajes semanal y un magacín musical de la cadena de televisión VIVA. Cinco años más tarde, volvió a Cataluña y fue presentadora y guionista del programa Silencio? en el Canal 33 hasta el 31 de diciembre de 2008. Poco después, también participó en el programa Noche sin tregua, emitido en Paramount Comedy.
Presentó Ànima, con Toni Puntí, hasta el 31 de diciembre de 2009, en TV3. Desde mayo de 2010 presenta Bestiari Il·lustrat en el Canal 33, programa que llegó a suspenderse desde mediados de octubre de 2012 hasta el final de ese año por la polémica que se generó por emplear una diana con la imagen de varios personajes- entre ellos, el rey español Juan Carlos I o el periodista Salvador Sostres - entre otros en una entrevista con el escritor Jair Domínguez.
Desde el 4 de marzo de 2013 copresentó con Valentí Sanjuan (Visto lo visto TV) el programa de TV3 Etiquetats, que únicamente se emite por internet.
También produjo, dirigió y presentó Carácter, un programa cultural emitido semanalmente en el 33. Y, seguidamente, presentó el programa "Esto no es un trío" en TV3: un programa de entrevistas a personajes públicos de gran impacto social y cultural, comisariando y dirigiendo, a la vez, el proyecto #ffbcn fábrica futuro Barcelona. 
El 2016 funda TheCreative, una agencia creativa y productora audiovisual especializada en Branding y Dirección Creativa, Estrategia Digital, Contenido Audiovisual y producción de eventos, trabajando con clientes como Nike, Seat, Torres, Audi, Nespresso, Adidas, La Vanguardia, TV3, Mobile World Capital, Banco Sabadell, Aigües de Barcelona, Kave Home, Santa Eulàlia, Tous y Estrella Damm.  
También lidera la red TheCreativeNet, una plataforma digital que conecta a más de 50 MM de personas con el propósito de generar un valor añadido de conectividad entre las empresas y el talento creativo de Barcelona. El objetivo es crear alianzas y oportunidades que los una para proyectos específicos, transformando la creatividad en trabajo de la manera más fácil y dinámica posible.
Desde 2016, impulsa TheCreativeFest: un festival de creatividad en Barcelona de la mano de los creadores, trendsetters y referentes más influyentes del momento. Mueve a más de 20.000 personas y el 2020 se celebra su 4.ª edición. TheCreativeFest es una jornada completa de conferencias, talks, workshops, networking, masterclasses y mucho más, rodeados de foodtrucks, mercados vintage, conciertos y DJ sets. Como ponentes principales han pasado: Stefan Sagmeister, Floch & Lo Studio, Malika Favre, María Diamantes, Domestic Data Streamers, Carla y Marta Cascales, Hey Studio, Nuria Graham, Marc Pillars y Dalmaus.
El 2021 celebró un programa especial "Antes de que acabe el año" en el que durante 24 horas entrevista a las 50 personas más influyentes del año: De Pau Gasol, a Risto Mejide, Ona Carbonell, Ada Colau, Carlos Latre. Un programa inédito emitido en 8tv y LaVanguardia con gran impacto mediático. 
Colabora de forma regular en diferentes medios de comunicación como: La Vanguardia, ARA, COMRadio y RAC 1.

## Enlaces web
- Página web

- Datos: Q547044
- Multimedia: Bibiana Ballbè / Q547044